# Narragodes fuscata
Narragodes fuscata là một loài bướm đêm trong họ Geometridae.